# Return of the Living Dead: Rave from the Grave
Return of the Living Dead: Rave from the Grave es una película de zombis del 2007 dirigida por Ellory Elkayem y protagonizada por Cory Hardrict, John Keefe, Jenny Mollen y Peter Coyote que fue estrenada el 20 de marzo de 2007 .
Es la quinta entrega de la serie del retorno de los muertos vivientes, y secuela directa de Return of the Living Dead: Necropolis.

## Argumento
La película comienza un año después de lo ocurrido en la película anterior, con Charles de Garrison (Peter Coyote) llegando a un depósito de cadáveres con unos contenedores de trioxina que rescató en la película anterior. Es recibido por un equipo de funcionarios del Gobierno ruso, cuyo objetivo es destruir el último de los contenedores para evitar otro incidente como el que sucedió en Necrópolis. Sin embargo, uno de ellos rocía a tres cadáveres con el gas, reviviéndolos. Charles es asesinado durante el incidente junto con el dueño de la funeraria y uno de los funcionarios del gobierno.
Mientras tanto, a Jenny (Jenny Mollen), Julian (John Keefe), Cody (Cory Hardrict) y Becky (Aimee-Lynn Chadwick), sobrevivientes de la película anterior, excepto Jenny que ahora está en la universidad a partir de esta película, se les comunica sobre el asesinato de Charles. Julian y Jenny van a buscar y posiblemente vender las pertenencias de Charles, y encuentran los dos últimos barriles de trioxina. Uno de ellos es llevado a Cody, quien pone a prueba el químico. Jeremy, el hermano de Jenny, prueba la sustancia química, ya que él piensa que es una droga similar al éxtasis, provocándole un espasmo, en la que echa espuma por la boca. El producto químico se denomina "Z" por su efecto "zombi".
Cuando Jenny y Julián salen del laboratorio, Cody, Jeremy y Shelby extraen el químico desde el contenedor y ponen el líquido extraído en pastillas que lo venden a Skeet (Catalin Paraschiv), así él puede vender la droga alrededor de la escuela.

## Reparto
- Cory Hardrict como Cody
- Jovan Reyes como Julian Garrison
- Jenny Mollen como Jenny
- Peter Coyote como el tío Charles
- Claudiu Bleonț como Aldo Serra
- Sorin Cocis como Gino
- Cain Mihnea Manoliu como Jeremy
- George Dumitrescu como Artie
- Maria Dinulescu como Shelby
- Catalin Paraschiv como Skeet
- Aimee-Lynn Chadwick como Becky
- Radu Romaniuc como Brett
- Sebastian Marina como Dartagnan
- Violeta Aldea como Rainbow
- Ricky Dandel como el entrenador Savini